# Cartoblatta lamottei
Cartoblatta lamottei är en kackerlacksart som beskrevs av Karlis Princis 1963. Cartoblatta lamottei ingår i släktet Cartoblatta och familjen storkackerlackor.
Artens utbredningsområde är Guinea. Inga underarter finns listade.